# Лойола (Каліфорнія)
Лойола (англ. Loyola) — переписна місцевість (CDP) в окрузі Санта-Клара, штат Каліфорнія, США. Населення — 3491 особа (2020).

## Географія
Лойола розташована за координатами 37°20′59″ пн. ш. 122°5′54″ зх. д. / 37.34972° пн. ш. 122.09833° зх. д. (37.349852, -122.098210). За даними Бюро перепису населення США в 2010 році переписна місцевість мала площу 3,80 км², уся площа — суходіл.

## Демографія
Згідно з переписом 2010 року в переписній місцевості мешкала 3261 особа в 1163 домогосподарствах у складі 956 родин. Густота населення становила 857 осіб/км². Було 1208 помешкань (318/км²).
Расовий склад населення:
| - 70,3 % — білих - 23,3 % — азіатів - 0,6 % — чорних або афроамериканців - 0,1 % — вихідців з тихоокеанських островів - 1,1 % — осіб інших рас |

До двох чи більше рас належало 4,6 %. Частка іспаномовних становила 3,5 % від усіх жителів.
За віковим діапазоном населення розподілялося таким чином: 24,9 % — особи молодші 18 років, 55,2 % — особи у віці 18—64 років, 19,9 % — особи у віці 65 років та старші. Медіана віку мешканця становила 47,5 року. На 100 осіб жіночої статі в переписній місцевості припадало 97,4 чоловіків;  на 100 жінок у віці від 18 років та старших — 94,3 чоловіків також старших 18 років.
Середній дохід на одне домашнє господарство становив 255 161 долар США (медіана — 200 208), а середній дохід на одну сім'ю — 278 386 доларів (медіана — 209 524). Медіана доходів становила 173 750 доларів для чоловіків та 134 423 долари для жінок. За межею бідності перебувало 1,6 % осіб, у тому числі 1,2 % дітей у віці до 18 років та 1,3 % осіб у віці 65 років та старших.
Цивільне працевлаштоване населення становило 1334 особи. Основні галузі зайнятості: науковці, спеціалісти, менеджери — 28,1 %, освіта, охорона здоров'я та соціальна допомога — 23,3 %, виробництво — 16,6 %.